# バリエンテ
バリエンテ（Valiente、1974年5月30日 -）は、メキシコの覆面レスラー。メキシコシティ出身。メキシコのメジャー団体であるCMLLに所属。
胸板の厚い太めの身体ながら、スピードとパワーのある飛び技も得意とする。 グランドのレスリングも定評がある。バリエンテ・ジュニア、イホ・デル・バリエンテは甥の関係ともいわれる。

## 来歴
1996年5月30日、プロレスラーデビューを果たす。インディー団体を転戦したのちに2005年からCMLLを拠点とする。
2009年8月16日、サングレ・アステカを破りメキシコナショナルウェルター級王座を奪取。
2010年4月、アメリカのペンシルベニア州を拠点とするCHIKARAのキング・オブ・トリオ2010にスカイダ & ターボとともにチームメキシコとして出場。5月、マスカラ・ドラダと組んで新日本プロレスのスーパーJタッグに出場。一回戦で田口隆祐＆プリンス・デヴィットと対戦するが敗れた。

## 得意技
- バリエンテ・ドライバー

スプリングボード・ブルドッグ
- バリエンテ・スペシャル

ダブルスプリングボード・ムーンサルト
- プランチャ・ムーンサルト

トペ・スイシーダ - 筋肉質の大きな体から弾丸のように場外に飛ぶ

## 獲得タイトル
- CMLL世界トリオ王座 : 2回

w / ミスティコ & マスカラ・ドラダ
w / ミスティコ & ボラドール・ジュニア
- メキシコナショナルウェルター級王座 : 1回
- レジェス・デル・アイレ : 2008年、2012年